# Hymenophyllum ferrugineum
Hymenophyllum ferrugineum är en hinnbräkenväxtart som beskrevs av Luigi Aloysius Colla. Hymenophyllum ferrugineum ingår i släktet Hymenophyllum och familjen Hymenophyllaceae. Inga underarter finns listade.